# Johann Majoleth

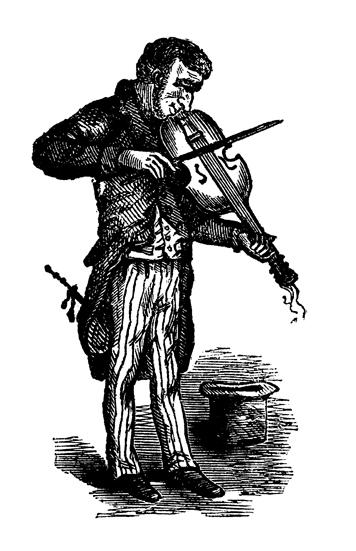
Wahrscheinlich handelt es sich bei dieser Abbildung von 1856 um den Gigerhannes von Untervaz.

Johann Majoleth (auch Majolett oder Majolet) (* 1774; † 12. September 1856) war ein jenischer Geigenspieler aus dem Schweizer Kanton Graubünden und bekannt unter dem Namen Gigerhannes von Untervaz (auch Gigerhannesli). Als einer der Stammväter der Bündner Volksmusik und Begründer der Untervazer Musikerfamilie Majoleth gilt er als der erste namentlich bekannte Volksmusiker Graubündens.

## Leben und Wirken
Die Vorfahren Johann Majoleths wanderten in der zweiten Hälfte des 17. Jahrhunderts aus Frankreich in den Kanton Wallis. Johann Peter Majoleth, Gigerhanneslis Grossvater, zog um die Mitte des 18. Jahrhunderts weiter ins Fürstentum Liechtenstein. Gigerhannes wanderte 1817 mit seiner Familie nach Untervaz im Kanton Graubünden.
Johann lernte schon früh das Geigenspielen und war mit seinen Eltern musizierend unterwegs. Neben der Musik brachte ihm sein Vater Anton auch das Besenbinderhandwerk bei. 1810 heiratete er Anna Maria Röschler aus Triesen. Die folgenden Jahre begleitete ihn seine Frau am Hackbrett.

### Münchhausiaden
Ein Journalist des erst vierjährigen Bündner Tagblattes porträtierte Gigerhannes 1856 als «Bündner Münchhausen». Demnach soll er über ein aussergewöhnliches Gedächtnis und übermenschliche Kräfte verfügt haben. Ein Hinweis auf seine Fabulierlust und -kunst findet sich nur rund drei Wochen nach Veröffentlichung des Artikels in einer knappen Todesanzeige: «Keine Besen noch Bären für die Zuhörer werden mehr von ihm gebunden.»

## Nachkommen
Der Enkel von Gigerhannes, der 1848 geborene Lorenz (Gigerlenz) spielte neben Geige auch Klarinette und Kontrabass. Gigerlenz wurde vor allem als virtuoser Klarinettist mit seiner Vazer Musik bekannt. Dessen Sohn wiederum, der 1879 geboren wurde und ebenfalls Lorenz hiess, gilt als der wohl bedeutendste Vertreter der Musikersippe Majoleth. Von diesem Gigerlenz II stammen eine Vielzahl von Kompositionen, die noch heute gespielt werden. In der Gigerlenz-Musik spielte Lorenz während 20 Jahren die Klarinette und wurde von seinem Bruder Christian auf der Violine begleitet. Bald erschien auch eine erste Schallplatte der Untervazer Musikanten, die in Mailand aufgenommen worden war. Zwei Söhne von Lorenz spielten mit dem Vater und führten die Tradition fort: Beni (1905–1992) und Josef (1910–1986), wobei Beni Akkordeon, Kontrabass, Klarinette und Saxophon spielte. Beni trat auch als Komponist in Erscheinung und sammelte die Stücke seines Vaters (bzw. seiner Vorfahren), die er aufschreiben liess. Mit seinen Söhnen Beni (* 1928, Kontrabass) und Ernst (* 1931, Akkordeon) trat er als Kapelle Valbella Untervaz, später als Kapelle Majoleth auf.